# Siri Klug
Siri Klug (*  1972 in Bludenz) ist eine österreichische bildgestaltende Kamerafrau.

## Leben
Siri Klug studierte Kamera- und Lichtgestaltung an der Deutschen Film- und Fernsehakademie Berlin (DFFB) und schloss ihr Studium 2006 erfolgreich mit dem Diplom zur lichtsetzenden Kamerafrau (DOP) ab. Sie lernte bei renommierten Bildgestaltern wie Michael Ballhaus (Gangs of New York), Slawomir Idziak und Hans Fromm (Wolfsburg). Bei Reinhold Vorschneider (Orly) übernahm sie die zweite Kamera. Siri Klug wurde mit weiteren Filmemachern aus Europa zur Master Class von Christian Berger (Das weiße Band) eingeladen und nahm am Talentcampus der Berlinale teil. Sie ist als Kamerafrau und Bildgestalterin für nationale und internationale Filmproduktionen tätig und dreht abendfüllende Dokumentar- und Spielfilme. Der Film „Song From the Forest“ (Regie: Michael Obert) wurde  2013 auf dem International Documentary Film Festival Amsterdam mit dem Hauptpreis ausgezeichnet und ist Gewinner des Deutschen Dokumentarfilmpreises 2015. Der Kinodokumentarfilm „Born in Evin“ (Regie: Maryam Zaree) gewann u. a. den Deutschen Filmpreis LOLA in der Kategorie Bester Dokumentarfilm 2020.
Als Kamerafrau realisierte sie Projekte in Französisch-Guyana, Uganda, Kenia, Tansania, im tropischen Regenwald der Zentralafrikanischen Republik, in Vietnam, Frankreich, Großbritannien, Russland und zahlreichen Staaten der USA.
Seit 2010 gibt sie an Hochschulen in Deutschland und Österreich Seminare zu Kamera- und Lichttechnik, Bildgestaltung und -dramaturgie.
Siri Klug lebt in Berlin.

## Filmografie (Auswahl)
- 2004: Dicker als Wasser (Kurzfilm) – Regie: Mira Thiel
- 2006: Code 21 (TV-Film) – Regie: Anne Pütz
- 2007: Jesus Freaks (TV-Dokumentarfilm) – Regie: Anne Pütz
- 2008: Teenage Response (Kino-Dokumentarfilm) – Regie: Eleni Ampelakiotou[5]
- 2009: Orly (Kinospielfilm, 2. Kamera) – Regie: Angela Schanelec
- 2010: Training Rain (Video Short)
- 2010: The Extreme Sport of a Ninja (Video Short)
- 2011: Schwerelos (TV-Dokumentarfilm) – Regie: Silvia Casalino[6]
- 2012: Alao de Cun Zhuang (Kino-Dokumentarfilm) – Regie: Youjie Li
- 2013: Song from the Forest (Kino-Dokumentarfilm) – Regie: Michael Obert[7]
- 2015: Mein Name ist Khadija (TV-Dokumentarfilm) – Regie: Katja Fedulova
- 2017: Das Fieber (Kino-Dokumentarfilm) – Regie: Katharina Weingartner[8]
- 2018: Born in Evin (Kino-Dokumentarfilm) – Regie: Maryam Zaree[9]
- 2019: Loving Highsmith (Kino-Dokumentarfilm) – Regie: Eva Vitija[10][11]
- 2020: Last of the Wild (Kino-Dokumentarfilm) – Regie: Bernadette Weigel[12]
- 2021: Schwarzer Schatten (4-teilige Dokumentarfilmserie, SKY Deutschland) – Produktion: Kinescope Fillm[13]
- 2022: Anima – Die Kleider meines Vaters (Kino-Dokumentarfilm) – Regie: Uli Decker[14]

## Förderungen / Auszeichnungen
- 2007: Nominierung Michael Ballhaus Förderpreis
- 2009: Master Class Christian Berger
- 2013: International Documentary Film Festival Amsterdam Award: Best Feature-Length Documentary für Song From the Forest
- 2015: Gewinner des Deutschen Dokumentarfilmpreises
- 2015: Nominierung Grimme-Preis im Rahmen der 3sat-Reihe „ab 18“
- 2016: Nominierung Longlist Kategorie Dokumentarfilm für die 88. Academy Awards
- 2019: Gewinner Berlinale Kompass-Perspektive Preis für den besten Film[15]
- 2020: Gewinner Deutscher Filmpreis LOLA 2020 in der Kategorie Bester Dokumentarfilm[16]
- 2022: Gewinner Publikumspreis Max Ophüls Filmfestival 2022 in der Kategorie Bester Dokumentarfilm[17]
- 2022: Gewinner Filmfestival Max Ophüls Preis 2022 – Bester Dokumentarfilm[18]